# タモリのジャポニカロゴス
『タモリのジャポニカロゴス』（英称:JAPONICA LOGOS）は、フジテレビ系列で2005年10月11日から2008年9月9日まで毎週火曜日 23:00 - 23:30（『バラパラ』枠、JST）に放送されていた日本語を取り扱う教養バラエティ番組。メインを務めたタモリの冠番組。モノラル放送、字幕放送、ハイビジョン制作が実施されていた。
2005年1月3日・4月3日・9月21日には特別番組（パイロット放送）が放送されており、2005年10月11日よりレギュラー放送に昇格した。

## 概要
「清く正しい日本語で行こう!」を番組コンセプトとし、何気なく使用している日本語について、現代人に必要な日本語知識をクイズ形式で学び、日本語の不思議さ奥深さを楽しく理解していく番組。
タモリが主宰する『日本語アカデミー（スタジオは『日本語アカデミー講義室』という設定）』に、関根勤、松嶋尚美（オセロ）をレギュラー受講生として、毎回ゲスト2〜3人を加えた5人程度の受講生らが毎回1つのテーマ・くくりを軸に出題される問題に挑戦する。正誤判定は番組監修である金田一秀穂（杏林大学教授）・町田健（名古屋大学教授）ら「客員教授」が行う。ボイスガイド（ナレーション）は主に坂上みきが担当。
初期ではその回の全問正解者のみご褒美として高級食材を獲得。また、講義終了時にはタモリ主宰がその日の講義で一番不出来だと思った人を指名（タモリ自身を指名する場合もある）。指名された人と内田がエンディングで居残り、補習授業（その日のテーマの復習）を受けた。また、補習の代わりにタモリ主宰がその日のテーマに関する一言で締めることもあった。
中期からは日本各地の珍しい物「ジャポイチ」や、日本各地の高級食材・料理の「産直ジャポイチ」を賭けたルールに変更。最終成績が良かった場合「ジャポイチ」の場合はその実物が見られたり持って帰ることができ、「産直ジャポイチ」の場合は食べることができる。
- 団体戦の場合はタモリ主宰を含む全員の最終正解率が一定基準以上でクリア。
- チーム戦の場合は勝利チーム全員が獲得。
- 個人戦の場合優勝者もしくは最下位以外が獲得。優勝者予想がある場合は予想的中者も獲得。

放送内容は特に漢字、ことわざ、熟語、回文、熟語、俳句、会話、変換、敬語、方言、オノマトペなどのメジャーなものから、たいこめ言葉、ギャル文字、判じ絵、料理言葉、言いまつがいなどマニアックなものまで多岐にわたる事を学んだ。
VTRに登場する番組マスコットキャラクターとして「じゃ〜ぽくん」がいる。声を当てているのはボイスガイドの坂上みき。また、「じゃ〜ぽ君」には「ポニカちゃん」というガールフレンドがおり度々、登場するケースがある。

### 番組タイトルの意味
言葉に題材を得た番組であるにもかかわらず、「ジャポニカロゴス」という番組名は『文法上の性の不一致』という初歩的な誤りを犯している。また、「ロゴス」とはギリシャ語で『言葉や論理・心理』などを意味し、まとめると『神のことば』を意味する。番組のロゴでは、「ポ」の半濁点が赤い毛筆体で書かれている。
新聞などの番組表では、1行あたりの文字数（10文字程度）の都合により「ジャポニカ」と「タモリの - ロゴス」がなく掲載される事が多い。番組レギュラー開始当初の新聞などの番組表では「タモリのジャポニカ」と掲載されていた。

### 放送状況
これまで単発特別番組（パイロット放送）の特別番組として2005年1月3日 23:30 - 0:50（JST）の深夜放送とゴールデンタイム放送では2005年4月3日 19:00 - 20:54（JST）、2005年9月21日 19:00 - 21:09（JST）の合計3回放送されており、高視聴率や視聴者からの評判・好評により毎週火曜日 23:00 - 23:30（JST、バラパラ）枠内でレギュラー放送化された。
レギュラー放送化後も春・秋の改編時期を中心に、週末の土曜日や日曜日 19:00 - 20:54（JST）のゴールデンタイム枠で2時間の拡大版の特別番組（スペシャル）として放送された。
前番組の『火9』、『火10』が15分拡大の放送の場合には、放送時間が23:15 or 23:20からの放送開始となる場合があった。

## 出演者

### 主宰者
- タモリ

司会者ではなく受講生達と共に解答者の1人として参加。一見すると司会のようになっているが、ほぼ行っていない。そのため、進行は福井と内田が務めていた。

### 進行
全員、当時フジテレビアナウンサー。
- 福井謙二（番組単発番組からレギュラー放送）
- 内田恭子（番組単発番組からレギュラー放送）
- 石本沙織（2005年9月21日スペシャル放送のみ内田の代わりに担当）

### 受講生

#### レギュラー
- 関根勤
- 松嶋尚美（オセロ）

※レギュラー出演である関根・松嶋の2人以外のゲストは順不同の座席順である。
| 1席 関根 | 2席 若手芸人 及び 男性タレント | 3席 若手芸人 及び 女性タレント | 4席 若手女優 | 5席 松嶋 |

#### 準レギュラー
関根・松嶋以外はいずれも不定期出演である。受講生の構成としては、ほぼ毎週登場する関根、松嶋の他、お笑い芸人が毎週1組、そして女性ゲストが1人というのが基本の構成である。
- 爆笑問題（太田光・田中裕二） - 特別番組（スペシャル）のみ出演。
- キングコング（梶原雄太・西野亮廣）
- 次長課長（河本準一・井上聡）
- フットボールアワー（岩尾望・後藤輝基）
- アンタッチャブル（山崎弘也・柴田英嗣）
- ペナルティ（ヒデ・ワッキー）
- インパルス（板倉俊之・堤下敦）
- アンガールズ（田中卓志・山根良顕）
- ブラックマヨネーズ（吉田敬・小杉竜一）
- おぎやはぎ（小木博明・矢作兼）
- タカアンドトシ（タカ・トシ）
- TKO（木本武宏・木下隆行）
- まちゃまちゃ
- ふかわりょう
- 柴田理恵
- 麻木久仁子
- 西川史子
- 眞鍋かをり
- 安めぐみ
- 井上和香
- 矢口真里
- ほしのあき
- 大沢あかね
- 安田美沙子

ほか

### ボイスガイド（ナレーション）
- 坂上みき（番組全体を担当）
- 武田広（言いまつがい担当）
- 堺正幸（フジテレビアナウンサー、受講生として1回出演、言いまつがい担当）

### 客員教授
※客員教授はいずれも不定期出演である。以下の2人は番組の監修も担当。
- 金田一秀穂（杏林大学外国語学部教授） - レギュラー化以前はすべて担当していた。
- 町田健（名古屋大学文学部教授） - レギュラー化当初はほぼ毎週担当していた。

隔週で交替している時期もあったが現在では金田一はほとんど出演していない。この2人はスタジオに肖像画が飾られている。専門的なテーマの場合はそれに長けた上記の2人以外の人が担当する。
- 中村晶次（武蔵野調理師専門学校総括部長・料理研究家） - 「料理用語」のみ（特番「日本語横綱決定戦」）
- さかなクン（東京海洋大学客員准教授） -　魚に関する事柄
- 城田美わ子 - マナー作法のみ（特番「日本語横綱決定戦」）
- 加藤重広
- 亀井肇 - 新語アナリスト
- 森岡浩
- 谷川彰英
- 佐藤順子
- 竹田恒泰 - 環境学評論家
- 合田道人 - 歌手、作詞・作曲家
- 岩上力 - 儀式作法研究家
- 川島令三 - 鉄道評論家
- 山西治男
- 糸井重里 - 言いまつがい
- 平野啓子 - フリーアナウンサー
- 神足裕司 - コラムニスト

### アシスタント
※ジャポイチなどの物出しが主な仕事。
- 香山碧（スペースクラフト・ミルヴィサージュ・アジャンス）

## 特別番組
| 放送日 | 放送時間            | 番組タイトル                                                                | 視聴率 |
| --- | ------------------- | --------------------------------------------------------------------------- | ------ |
| 2005年1月3日（月曜日） | 23:30 - 24:50       | タモリのジャポニカロゴス 〜スペシャル〜                                     |        |
| 2005年4月3日（日曜日） | 19:00 - 20:54       | タモリのジャポニカロゴス 〜スペシャル〜                                     |        |
| 2005年9月21日（水曜日） | 19:00 - 21:09 ※2    | タモリのジャポニカロゴス 〜秋の一斉検問スペシャル〜                         |        |
| 2006年4月15日（土曜日） | 19:00 - 20:54 ※2    | タモリのジャポニカロゴス 〜漢字横綱決定戦スペシャル〜                       | 17.0%  |
| 2006年9月16日（土曜日） | 19:00 - 20:54 ※2    | タモリのジャポニカロゴス 〜漢字横綱決定戦スペシャル2〜                      | 16.2%  |
| 2007年3月27日（火曜日） | 22:00 - 23:24 ※1    | タモリのジャポニカロゴス 〜ナヌッ!日本語のゆかいな間違いスペシャル〜        | 12.5%  |
| 2007年5月12日（土曜日） | 19:00 - 20:54 ※2,※3 | タモリのジャポニカロゴス 〜おもしろ漢字横綱決定戦!3〜                       | 21.3%  |
| 2007年9月22日（土曜日） | 19:00 - 20:54 ※2    | タモリのジャポニカロゴス おもしろ漢字横綱決定戦!4 〜秋巡業にはご用心〜      | 14.2%  |
| 2008年6月24日（火曜日） | 22:00 - 23:24       | タモリのジャポニカロゴス 年の差バトルスペシャル あなたの日本語年齢はいくつ? | 12.3%  |
| ※1 このスペシャルでは、普段遅れネットで放送しているテレビ大分も同時ネットになる。 ※2 上記と同様に、普段遅れネットのテレビ宮崎も同時ネット。 ※3 『タモリの雑学の祭典!』の第1部内より放送。 ※ 放送時間はJST。 |                     |                                                                             |        |

## ネット局と放送時間
| 放送対象地域  | 放送局                                                  | 系列                            | 放送曜日・時間     | 備考       |
| ------------- | ------------------------------------------------------- | ------------------------------- | ------------------ | ---------- |
| 関東広域圏    | フジテレビ（CX） （『タモリのジャポニカロゴス』製作局） | フジテレビ系列                  | 火曜 23:00 - 23:30 | 同時ネット |
| 北海道        | 北海道文化放送（UHB）                                   | フジテレビ系列                  | 火曜 23:00 - 23:30 | 同時ネット |
| 岩手県        | 岩手めんこいテレビ（MIT）                               | フジテレビ系列                  | 火曜 23:00 - 23:30 | 同時ネット |
| 宮城県        | 仙台放送（OX）                                          | フジテレビ系列                  | 火曜 23:00 - 23:30 | 同時ネット |
| 秋田県        | 秋田テレビ（AKT）                                       | フジテレビ系列                  | 火曜 23:00 - 23:30 | 同時ネット |
| 山形県        | さくらんぼテレビ（SAY）                                 | フジテレビ系列                  | 火曜 23:00 - 23:30 | 同時ネット |
| 福島県        | 福島テレビ（FTV）                                       | フジテレビ系列                  | 火曜 23:00 - 23:30 | 同時ネット |
| 新潟県        | 新潟総合テレビ（NST）                                   | フジテレビ系列                  | 火曜 23:00 - 23:30 | 同時ネット |
| 長野県        | 長野放送（NBS）                                         | フジテレビ系列                  | 火曜 23:00 - 23:30 | 同時ネット |
| 静岡県        | テレビ静岡（SUT）                                       | フジテレビ系列                  | 火曜 23:00 - 23:30 | 同時ネット |
| 富山県        | 富山テレビ（BBT）                                       | フジテレビ系列                  | 火曜 23:00 - 23:30 | 同時ネット |
| 石川県        | 石川テレビ（ITC）                                       | フジテレビ系列                  | 火曜 23:00 - 23:30 | 同時ネット |
| 福井県        | 福井テレビ（FTB）                                       | フジテレビ系列                  | 火曜 23:00 - 23:30 | 同時ネット |
| 中京広域圏    | 東海テレビ（THK）                                       | フジテレビ系列                  | 火曜 23:00 - 23:30 | 同時ネット |
| 近畿広域圏    | 関西テレビ（KTV）                                       | フジテレビ系列                  | 火曜 23:00 - 23:30 | 同時ネット |
| 鳥取県 島根県 | 山陰中央テレビ（TSK）                                   | フジテレビ系列                  | 火曜 23:00 - 23:30 | 同時ネット |
| 岡山県 香川県 | 岡山放送（OHK）                                         | フジテレビ系列                  | 火曜 23:00 - 23:30 | 同時ネット |
| 広島県        | テレビ新広島（TSS）                                     | フジテレビ系列                  | 火曜 23:00 - 23:30 | 同時ネット |
| 愛媛県        | テレビ愛媛（EBC）                                       | フジテレビ系列                  | 火曜 23:00 - 23:30 | 同時ネット |
| 高知県        | 高知さんさんテレビ（KSS）                               | フジテレビ系列                  | 火曜 23:00 - 23:30 | 同時ネット |
| 福岡県        | テレビ西日本（TNC）                                     | フジテレビ系列                  | 火曜 23:00 - 23:30 | 同時ネット |
| 佐賀県        | サガテレビ（STS）                                       | フジテレビ系列                  | 火曜 23:00 - 23:30 | 同時ネット |
| 長崎県        | テレビ長崎（KTN）                                       | フジテレビ系列                  | 火曜 23:00 - 23:30 | 同時ネット |
| 熊本県        | テレビくまもと（TKU）                                   | フジテレビ系列                  | 火曜 23:00 - 23:30 | 同時ネット |
| 鹿児島県      | 鹿児島テレビ（KTS）                                     | フジテレビ系列                  | 火曜 23:00 - 23:30 | 同時ネット |
| 沖縄県        | 沖縄テレビ（OTV）                                       | フジテレビ系列                  | 火曜 23:00 - 23:30 | 同時ネット |
| 大分県        | テレビ大分（TOS）                                       | フジテレビ系列 / 日本テレビ系列 | 金曜 9:55 - 10:25  | 24日遅れ   |

### 時差ネット
- テレビ宮崎 - 毎週土曜日 14:00 - 14:30（JST、遅れネット）
- テレビ山口（TBS系列） - 2005年12月5日から毎週月曜日深夜（火曜日未明）に放送開始、その後、毎週土曜日 10:18 - 10:48（JST、『サザエさん』の前座枠）放送されていた。
- 山梨放送 - 毎週月曜日 16:23 - 16:53（JST）、2007年4月2日から
- 四国放送 - 毎週火曜日 17:00 - 17:30（JST）、2007年4月3日から

## スタッフ

### レギュラー版
- 監修：町田健
- 構成：堀田延、平岡秀章、国安昌世、矢野了平、清水寛生、増子光男/今光夏水
- ボイスガイド：坂上みき
- SW：山口善弘
- CAM：藤本裕武、長谷川哲也、井上浩
- VE：竹田廣行
- VTR：河野良博
- AUD：清家克己
- LD：古谷美明
- TK：海老沢廉子
- 音効：成岡知弘
- 美術デザイン：矢野浩則
- 美術進行：中島豪章
- モニター：藤崎郁三
- 大道具：駒木幸廣
- CG：加藤和博（YAJU）
- メイク：山田かつら
- EED：大森晋（プロポスター）、高橋壮幸、西地剛久、永野哲也、塩畑直人（共にmoi）
- MA：日吉寛（CC Factory、以前はTDKコア）
- 技術協力：ROGUE、テクノマックス、CAVIN、moi、CC Factory、デジデリック、プロポスター
- 制作協力：田辺エージェンシー
- 編成：坪田譲治（以前はプロデューサー）・情野誠人（フジテレビ）
- 広報：田中奈美・加藤麻衣子（フジテレビ）
- ディレクター：宮崎鉄平（フジテレビ）、浅野克己、吉田真人、岡部統一、目黒隆志、樋口明子、増田武敬
- 連絡：小林琴美
- AP：木月洋介（フジテレビ）、大森美智代（リーライダーす、以前はプロデューサー）、吉本明子
- 演出：早川和孝、山下美紀子（リーライダーす）
- 総合演出：李闘士男（リーライダーす）
- プロデューサー：浜野貴敏（フジテレビ、以前は編成）、小池竜二（リーライダーす）
- CP：石井浩二（フジテレビ、以前はプロデューサー）
- 制作：フジテレビバラエティ制作センター
- 制作：フジテレビ、リーライダーす

#### 過去のスタッフ
- 監修：金田一秀穂
- 構成：たむらようこ、おいかわひろかず
- TD：稲田晃宏
- CAM：平見進
- EED：村上直人（moi）
- 技術協力：イムプレス、TDKビデオセンター
- 編成：成戸真知子（フジテレビ）
- 連絡：大橋ルミ
- AP：門澤清太・北口富紀子（フジテレビ）、安部公代（リーライダーす）

### パイロット版
- 監修：金田一秀穂
- 構成：堀田延、平岡秀章、田中一彦、たむらようこ、おいかわひろかず、清水寛生、増子光男、岩佐真吾、今光夏水（今光→*2-、おいかわ・増子→*3）
- TD：稲田晃宏
- SW：山口善弘
- CAM：藤本裕武、長谷川哲也、山内光（藤本→*2-、長谷川・山内→*3）
- VE：竹田廣行（*3、*2はVTR）
- VTR：河野良博（*3）
- AUD(*1以来)：清家克己（*3）
- LD：古谷美明（*1,3、*2は美行名義)
- TK：海老沢廉子（*3）
- 音効：佐藤裕二（*3）
- 美術デザイン(*2)：矢野浩則（*2-、*1は美術進行)
- 美術進行(*1以来)：中島豪章（*3）
- モニター：藤崎郁三
- 大道具：駒木幸廣
- CG：加藤和博（YAJU）
- メイク：アートメイク・トキ（*2-）
- 振付(*2-)：香瑠鼓（*2-）、三枝宏次（*3）
- スタイリスト(*3)：籾井麻衣子（*3）
- EED：大森晋（moi）、村上直人（moi、*3）
- MA：日吉寛（TDK）、高橋友樹（TDK、*3）
- 技術協力：イムプレス、テクノマックス、CAVIN、moi、TDKビデオセンター、デジデリック、テルミック（テクノ→*1、TDK→*1はコア名義、デジ→*2-、テルミ→*3）
- 制作協力：田辺エージェンシー
- 編成：浜野貴敏（フジテレビ、*3、*1,2は企画）
- 広報：田中奈美（フジテレビ、*3）
- ディレクター：早川和孝、岡部統一、宍倉昭宏、田頭悟、宮崎鉄平（フジテレビ）（早川→*2-、田頭・宮崎→*3）
- 連絡(*3)：小林琴美、大橋ルミ（共に*3）
- AP：門澤清太（フジテレビ、*3）、安部公代（*2-）
- 演出：山下美紀子（*2-、*1はディレクター）
- 総合演出：李闘士男（*2-、*1は演出）
- プロデューサー：坪田譲治（フジテレビ、*3、*1,2はアドバイザー）、大森美智代
- 制作：フジテレビ、リーライダーす

#### 過去のスタッフ
- 構成：永田篤（*1,2）
- CAM：牧野浩人、平見進（共に*1,2）
- VE：杉山博紀（*1）、岡靖（*2）
- VTR：大塚祐治（*1）
- MIX(*2)：池上行太（*2）
- AUD：大熊一孝（*1）
- TK：松下絵里（*1,2）
- 音効：成岡知弘（*1,2）
- マルチ(*2)：石倉広也（*2）
- メイク：畑中朋美（*1）
- 振付(*2-)：NAO（*2）
- 技術協力：レモンスタジオ（*2）
- 編成：荒井昭博（フジテレビ、*1,2）
- 広報：小中ももこ（フジテレビ、*1,2）
- ディレクター：池田創一（*1,2）
- AD(*2)：中野隆俊、箕臼高志（共に*2）
- AP：安達敦子（*1）

## 書籍
『タモリのジャポニカロゴス国語辞典第一版』
タモリのジャポニカロゴス国語辞典編集部編、発行：フジテレビ出版、発売：扶桑社、発売日：2006年8月9日、ISBN 459405174X、ISBN 9784594051747
『タモリのジャポニカロゴス国語辞典第二版』
タモリのジャポニカロゴス国語辞典編集部編、発売：扶桑社、発売日：2007年10月28日、ISBN 4594054935、ISBN 9784594054939